# Inquisitor zonata
Inquisitor zonata là một loài ốc biển, là động vật thân mềm chân bụng sống ở biển thuộc họ Turridae.